# Seifersdorfer Höhe
Die Seifersdorfer Höhe  (auch auf der Lichten Heide) ist eine erhöhte  Sandsteinformation in der Dippoldiswalder Heide im unteren Osterzgebirge.

## Lage und Umgebung
Die Seifersdorfer Höhe liegt auf dem Stadtgebiet von Rabenau im Landkreis Sächsische Schweiz-Osterzgebirge südwestlich von Oelsa, östlich von Seifersdorf und nordöstlich der Talsperre Malter. Die tafelartige Gesteinsformation fällt zu allen Seiten senkrecht über mehrere Meter ab, erstreckt sich in circa 940 Meter Länge und circa 246 Meter Breite in einer ovalen Form von circa 16 Hektar Fläche.

## Geschichte
Der höchste Punkt liegt bei 388,11 Meter über NN am K-Flügel in der Nähe eines 1972 bezogenen und 1990 verlassenen, heute zugeschobenen russischen Funkbunkers in T-Form mit einem größeren Schlafraum und einem Aufenthaltsraum des sowjetischen 249. Garde-MotSchützen-Regiments aus Dresden-Nickern, in einem aufgelassenen Steinbruch; auf weiteren Felsblöcken lassen sich heute noch die Schriften der jeweiligen Besatzung lesen. In der gesamten Länge verläuft die Alte Rabenauer Straße über diesen Felsen, welche südlich den Hohlweg Rabenauer Knochen durchquert, dessen Namen den aus der Gesteinsformation südlichen Beginn des Sandsteindammes charakterisiert.